# Джеймстаун (Нью-Йорк)
Джеймстаун (англ. Jamestown) — город в округе Шатокуа в штате Нью-Йорк США.

## Описание
Находится на юго-западе штата Нью-Йорк. Расположен на южном конце озера Шатокуа, в 70 милях (113 км) к юго-западу от Буффало. Он был назван в честь Джеймса Прендергаста, поселенца из Питстауна, который в 1811 году купил там 1000 акров (400 гектаров) земли и построил мельницу; поселение развивалось, и мебель и текстиль были ранними производствами. Обильная гидроэнергия, открытие канала Эри (1825 г.) и прибытие железной дороги Эри в 1850-х годах способствовали промышленному развитию.
Производственная продукция Джеймстауна включает прецизионные подшипники, мебель, дизельные двигатели, системы охлаждения транспортных средств, латунную мебельную фурнитуру и огнеупорные изделия. Поблизости расположено множество молочных ферм, а сам город является базой для близлежащих курортных зон озера Шатокуа и гор Аллеганы. Колледж Джеймстауна, часть системы Университета штата Нью-Йорк, был основан в 1950 году. Инкорпорирован как деревня в 1827 году, как город в 1886 году. Население в 2000 году — 31 730 жителей, в 2010 году — 31 146 жителей.

## Население
| 2010   | 2020    |
| ------ | ------- |
| 31 146 | ↘28 712 |